# Baluarte de San José
El Baluarte de San José el Bajo, se localizaba en la ciudad San Francisco de Campeche, Campeche, México.
Es nombrado así por el esposo de la virgen, la demolición de este baluarte fue realizada en las primeras décadas de este siglo, actualmente el espacio de este es ocupado por la escuela Justo Sierra Méndez, fue uno de los dos baluartes desmantelados en aras del aparente progreso de la ciudad de San Francisco de Campeche. Se encontraba a una distancia aproximada de 277 metros del baluarte de San Pedro.
El baluarte era más o menos similar a los de Santa Rosa y San Juan, cerrado por su gola, y con un acceso único a través de una puerta situada en su centro.